# Pālitāna
Pālitāna är en ort i Indien.   Den ligger i distriktet Bhāvnagar och delstaten Gujarat, i den västra delen av landet, 1 000 km sydväst om huvudstaden New Delhi. Pālitāna ligger 67 meter över havet och antalet invånare är 55 913.
Terrängen runt Pālitāna är platt åt nordost, men åt sydväst är den kuperad. Runt Pālitāna är det tätbefolkat, med 319 invånare per kvadratkilometer. Det finns inga andra samhällen i närheten. Trakten runt Pālitāna består till största delen av jordbruksmark.